# Zoutkeetsbrug
De Zoutkeetsbrug (brug 318) is een basculebrug in Amsterdam-Centrum.
Ze is gelegen in het verlengde van de Planciusstraat (noordwaarts) en overspant de Zoutkeetsgracht. Ze vormt daarmee de verbinding met het noordelijk van de brug gelegen Zoutkeetsplein in de Zeeheldenbuurt.
Een eerste brug hier zou dateren uit 1878, een dubbele basculebrug, zoals die zo vaak in de Amsterdam binnenstad werd gebruikt. In 1899 moest het dek zo grondig gerepareerd worden dat verkeer over en onder de brug gestremd was. Deze brug werd in 1912 vervangen door een ijzeren ophaalbrug naar een ontwerp van Wichert Arend de Graaf van de Publieke Werken, de zogenaamde tweede generatie. Voor de landhoofden werd in maart 1912 76 m³ graniet besteld, een aanbesteding voor de brug volgde in april. In 1951 werden van deze brug in de hameistijlen de onderste vakken nog voorzien van staalplaat. In de zomer van 1957 was het dek door de hitte zo uitgezet, dat ze losgewrikt moest worden een de dommekracht van 5 ton.
In 1965 viel die brug ten prooi aan de almaar toenemende uitvoering van het uit 1931 stammende "Voorlopig schema van verkeersverbeteringen in de binnenstad". Op 1 februari 1966 werd een nieuwe val geplaatst uit de fabriek van Constructiewerkplaats NV op de betonnen basisconstructie. Het ontwerp was weer afkomstig van Publieke Werken, waar Gerrit Feiko Janssonius (berekening/tekening) en Dirk Sterenberg (vormgeving) werkzaam waren. Er kwam een (eigenlijk veel te) brede brug voor het (te verwachten) verkeersaanbod. Op 26 november 1966 werd de brug geopend door Albert van Walraven (directeur van de Dienst Publieke Werken) in de aanwezigheid van Sinterklaas (Nicolaas van Myra is beschermheilige van Amsterdam).
In 2018 beslaat het voetpad ongeveer de helft van het wegdek van de brug (bij het ontwerp ging met uit van een wegdek van 11 meter breed en twee voetpaden van elk 2,80 meter breed).
De brug stamt uit dezelfde tijd als IJszeebrug in de Houtmankade, ze vertonen tot aan het brugwachtershuisje grote gelijkenis. Het brugnummer 318 was eerder in gebruik bij de Karseboomsbrug, die in 1858 werd gesloopt.

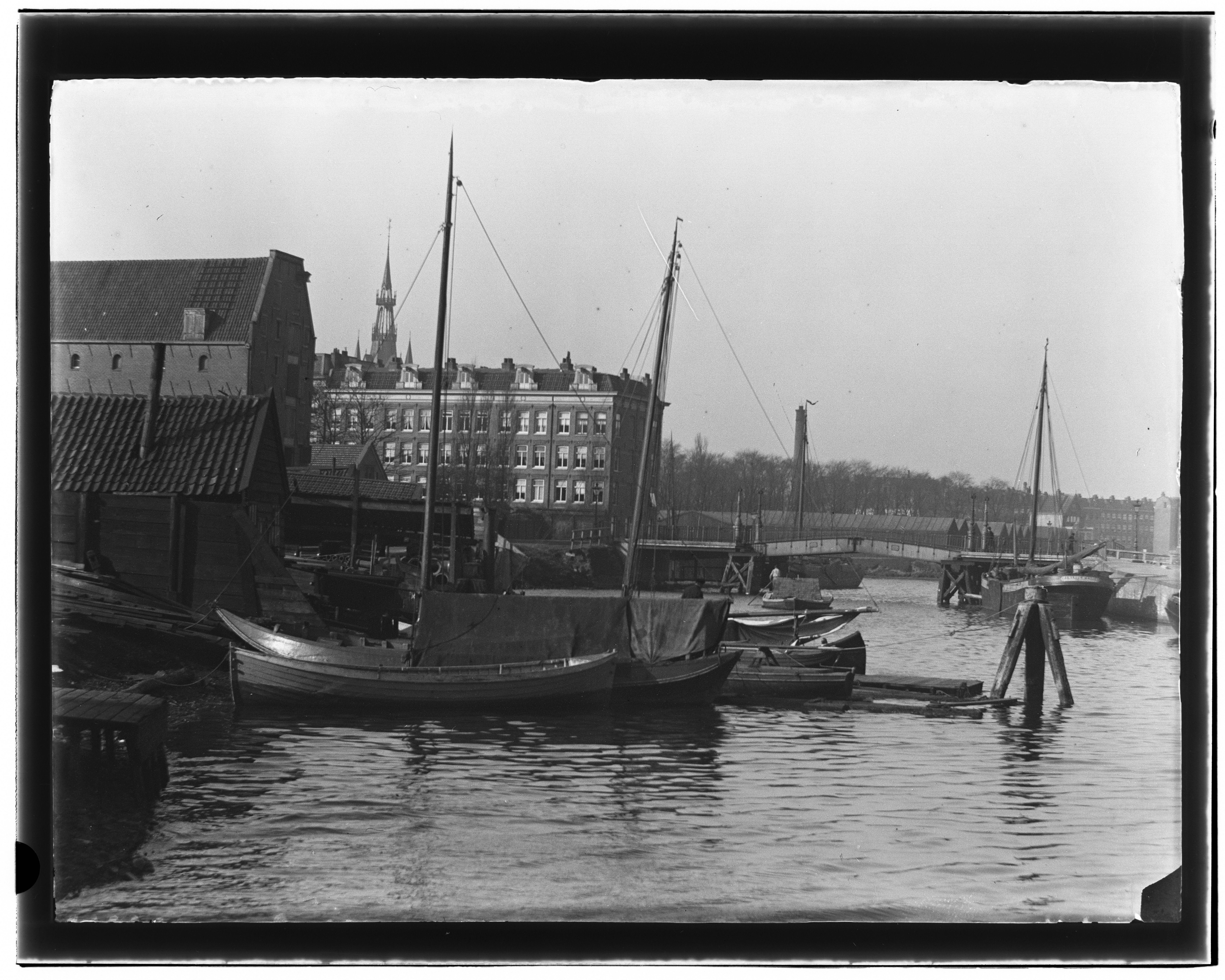
Dubbele basculebrug (1896), het huizenblok staat er in 2018 nog
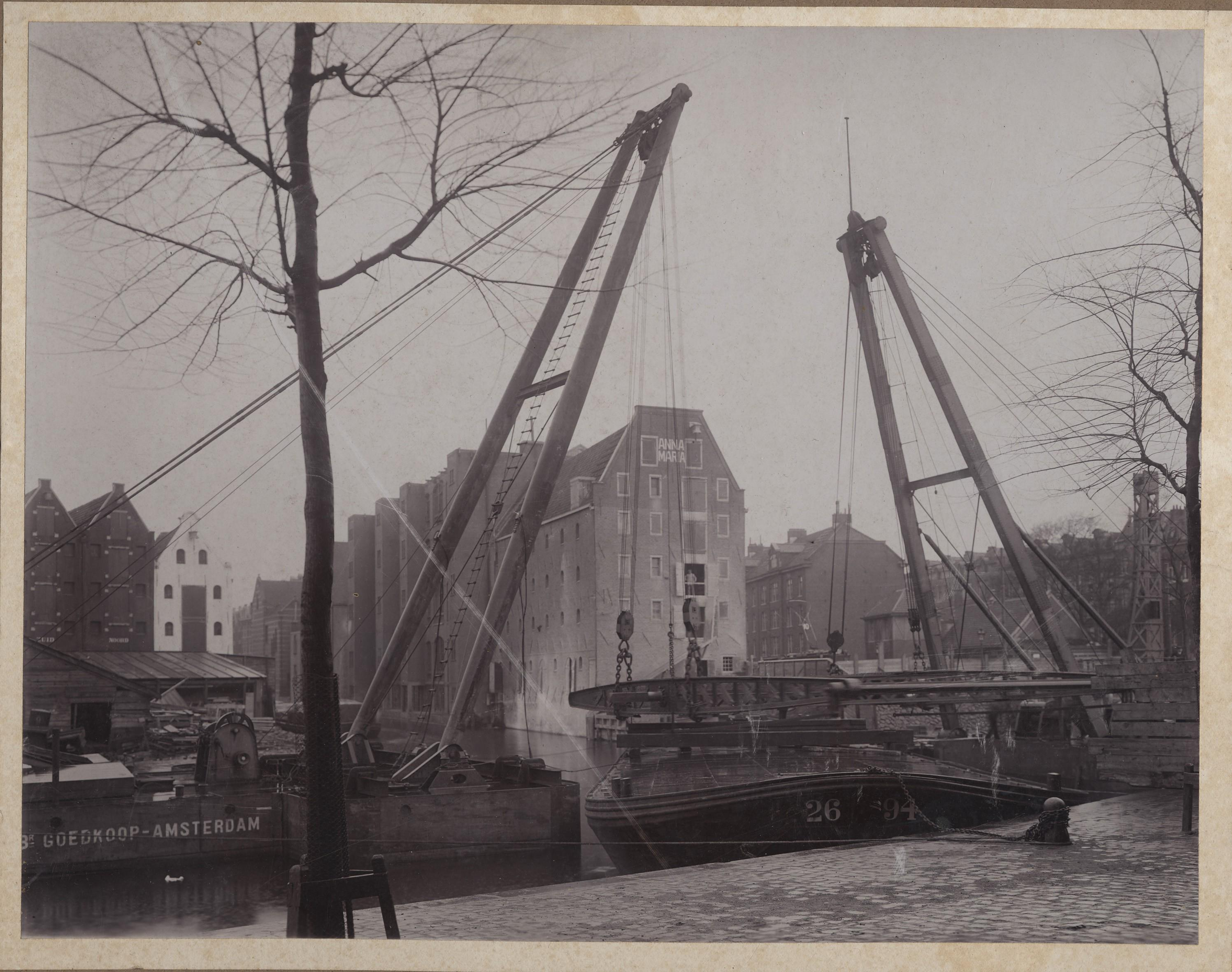
De balans wordt getakeld (1912)
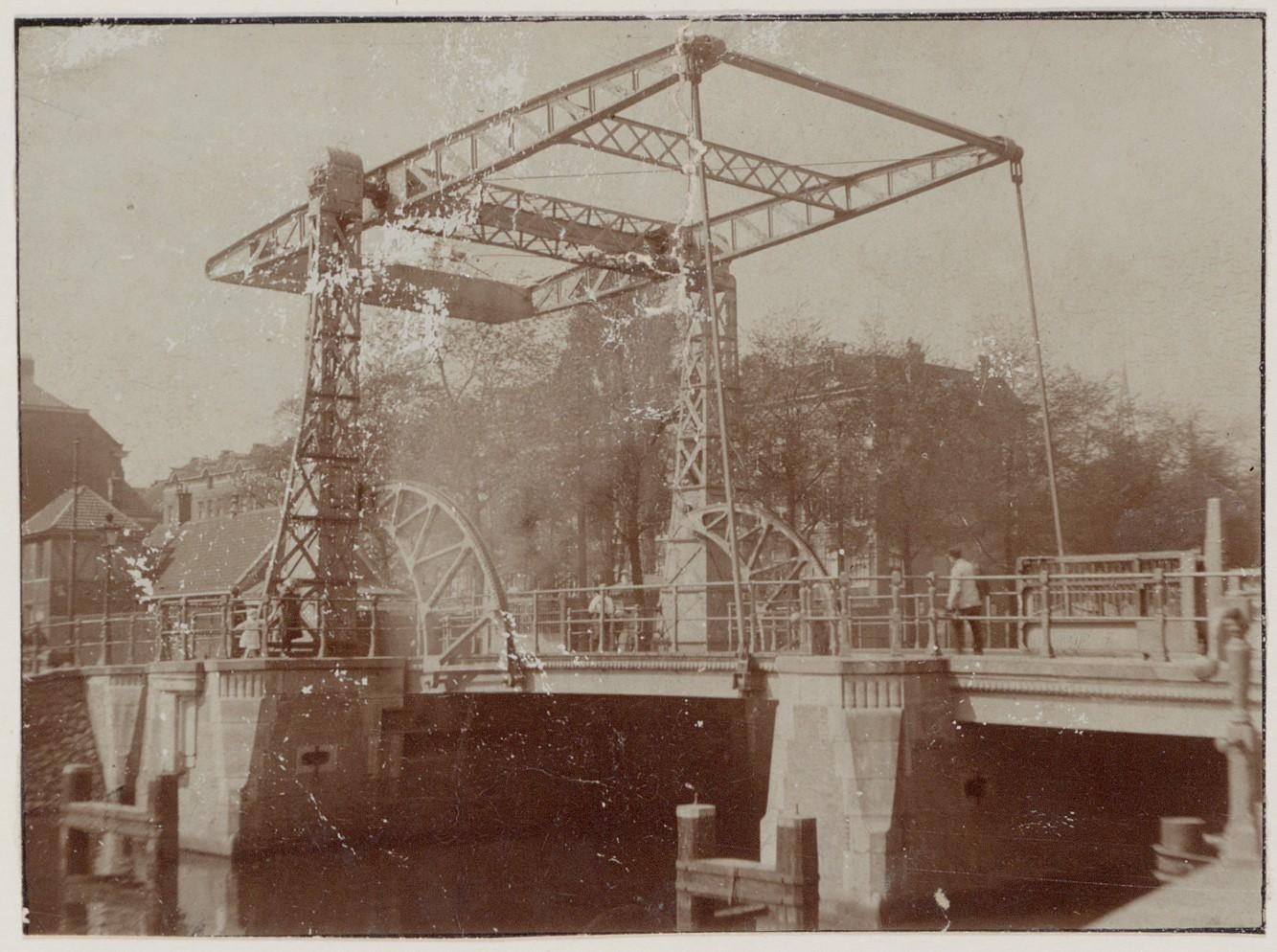
Zoutkeetsbrug (1940)

<<< · 300 · 301 · 302 · 303 · 304 · 305 · 306 · 307 · 308 · 309 · 310 · 311 · 312 · 313 · 314 · 315 · 316 · 317 · 318 · 320 · 321 · 322 · 323 · 324 · 325 · 327 · 328 · 330 · 331 · 332 · 333 · 334 · 335 · 336 · 337 · 338 · 339 · 340 · 341 · 342 · 343 · 344 · 345 · 346 · 347 · 348 · 349 · 350 · 351 · 352 · 353 · 354 · 355 · 356 · 357 · 358 · 359 · 360 · 361 · 362 · 363 · 364 · 365 · 366 · 367 · 368 · 371 · 372 · 373 · 374 · 375 · 376 · 377 · 378 · 379 · 380 · 381 · 382 · 383 · 385 · 386 · 387 · 388 · 389 · 390 · 391 · 392 · 393 · 394 · 395 · 396 · 397 · 398 · 399 · >>>
Brugnummers 319, 326, 329 (tijdelijke duiker in de Ringspoordijk), 369, 370, 384 zijn niet (meer) vergeven.